# Richard Schirrmann

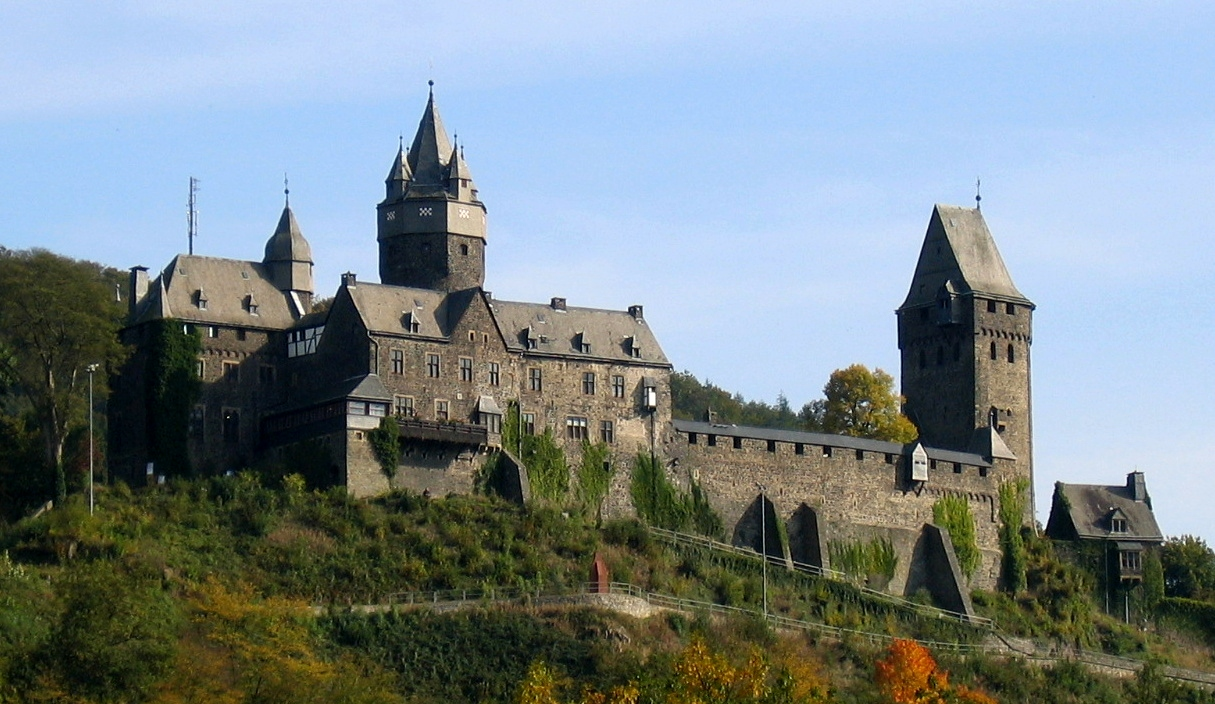
Il primo ostello, fondato nel 1912 nel castello di Altena

Richard Schirrmann (Grunenfeld, 15 maggio 1874 – Grävenwiesbach, 14 dicembre 1961) è stato un insegnante tedesco, fondatore del primo ostello della gioventù.

## Biografia
Nato a Grunenfeld (oggi Gronówko), Provincia di Prussia, figlio di un insegnante, Schirrmann studiò per diventare maestro, sulle orme di suo padre. Nel 1895 conseguì la qualifica e nel 1903 ottenne la cattedra ad Altena, in Vestfalia.
Nel 1907 pubblicò la prima idea storica di un alloggio economico per i giovani, dopo aver notato la mancanza di questi luoghi durante le gite scolastiche. Nel 1909 trasformò in confortevoli camerate le aule scolastiche non utilizzate durante le vacanze estive, e nel 1912, grazie a numerose donazioni e sostegni, inaugurò il primo ostello della gioventù nel castello che da poco era stato ristrutturato ad Altena, città della Renania Settentrionale-Vestfalia, in Germania.